# Гороховский переулок
Горо́ховский переу́лок — улица в центре Москвы в Басманном районе между Старой Басманной и Токмаковым переулком.

## Происхождение названия
Назван в XIX в. по соседней Гороховской улице, ныне улица Казакова.

## Описание
Гороховский переулок начинается справа от Старой Басманной, проходит на запад, справа к нему примыкает Малый Демидовский переулок, выходит на Токмаков переулок напротив Денисовского.

## Здания и сооружения

### По нечётной стороне
- № 3 — Городская усадьба К. И. Доброхотова (конец XVIII - начало XIX вв.)
- № 7 — особняк А. Б. Клеопиной (1905, архитектор Т. Я. Бардт).

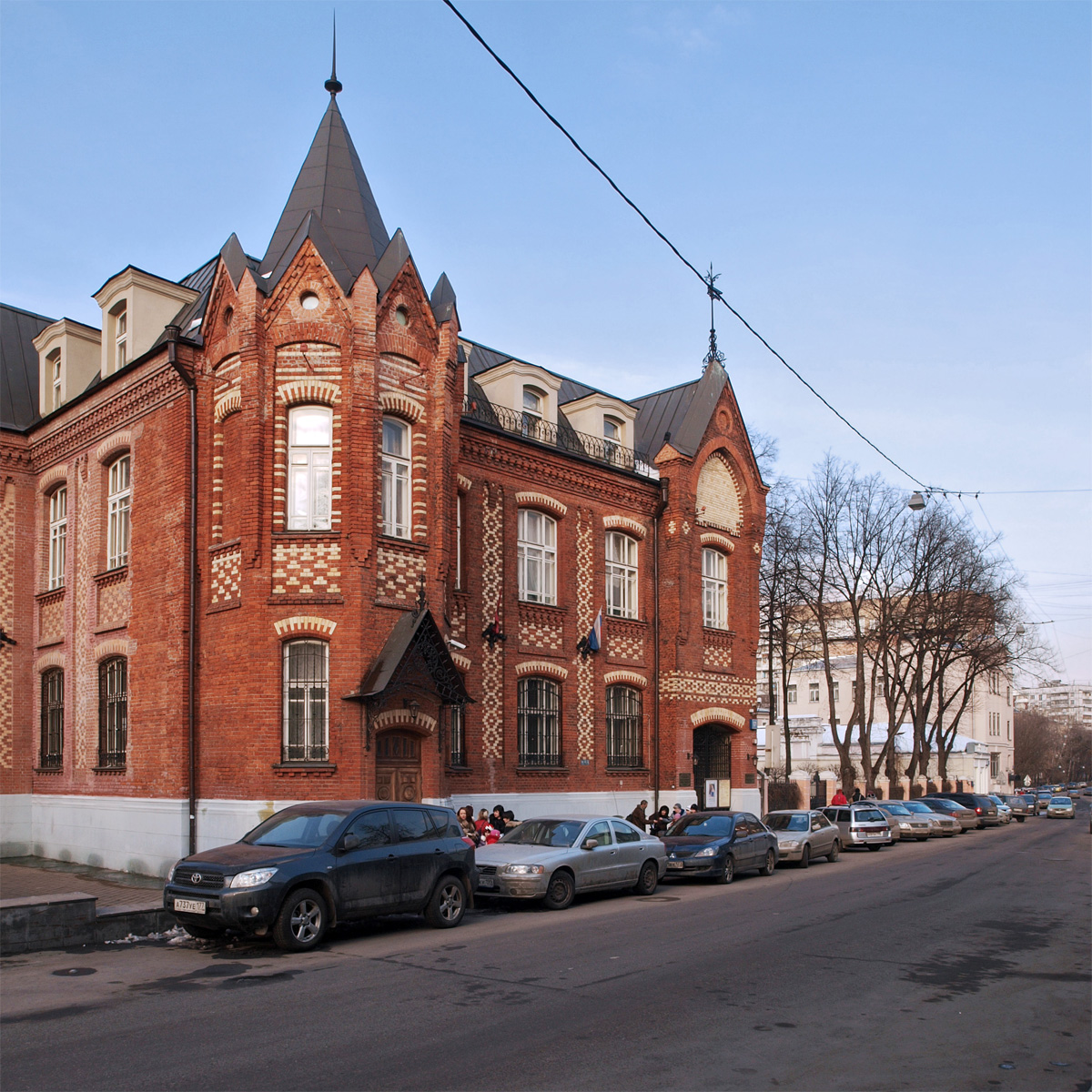
№ 17. Евангелический приют для сирот (Школа акварели Сергея Андрияки).

- № 17 — детский приют Евангелического попечительства о бедных женщинах и детях (1888—1889, архитектор М. К. Геппенер). Начиная с 1999 года здание занимает Школа акварели Сергея Андрияки.
- № 19 — особняк В. А. Лемана (перестройка, изменение фасада, ограда особняка — 1898, архитектор А. Э. Эрихсон).
- № 23 — особняк (1913, архитектор М. М. Черкасов).

### По чётной стороне
- № 2/14, стр. 4 — угловой жилой дом. Здесь в начале XX века в квартире № 1 жил архитектор В. С. Масленников[1].
- № 4 — усадьба Демидова (1789—1791, архитектор — М. Ф. Казаков[2]). В особняке сохранились «Золотые комнаты», названные так благодаря деревянной резьбе, покрытой тонким слоем листового золота. В настоящее время здание занимает Московский государственный университет геодезии и картографии.
- № 6 — усадьба А. Е. Александрова. В 1781 году здесь, на пересечении двух проезжих переулков, купил себе дом художник Фёдор Рокотов. Вероятно, жил он тут недолго, так как в 1785 году приобрёл домовладение на углу Старой Басманной и Токмакова переулка — от которого сохранилось лишь здание флигеля (№ 30/1, стр. 2).
- № 10 — Частная женская гимназия В. Н. фон Дервиз (1898, архитектор А. А. Никифоров; пристройка — 1901, архитектор В. В. Шервуд). В гимназии учились М. И Цветаева и Р. Зелёная[3]

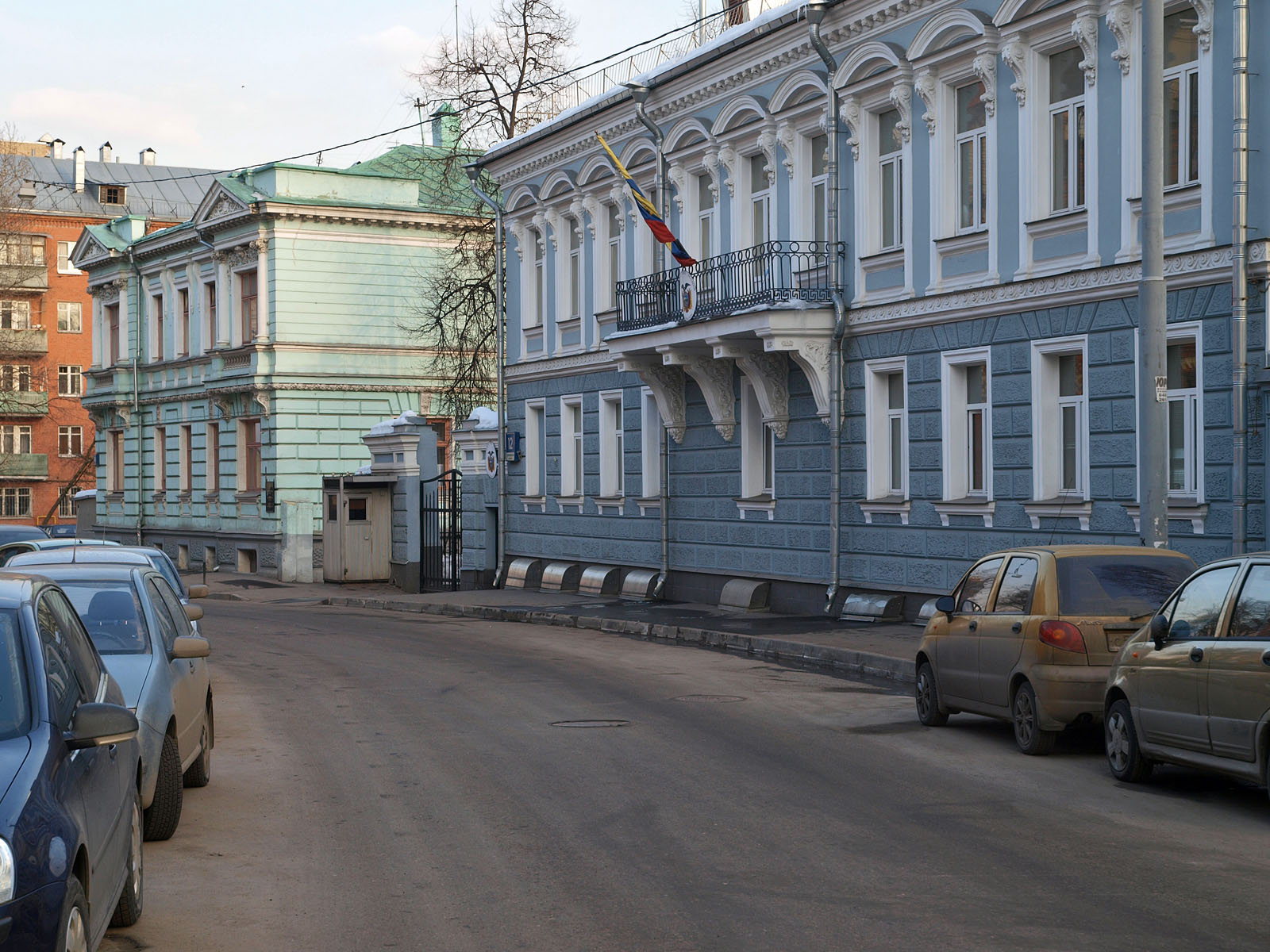
№ 12. Посольство Эквадора в России.

- № 12 — здание посольства Эквадора в России.
- № 14 — особняк С. К. Морозова, архитектор Н. Д. Бутусов.

## Транспорт
По переулку ходит автобус № 78.